# خانه شوالیه‌ها (شفوزان)

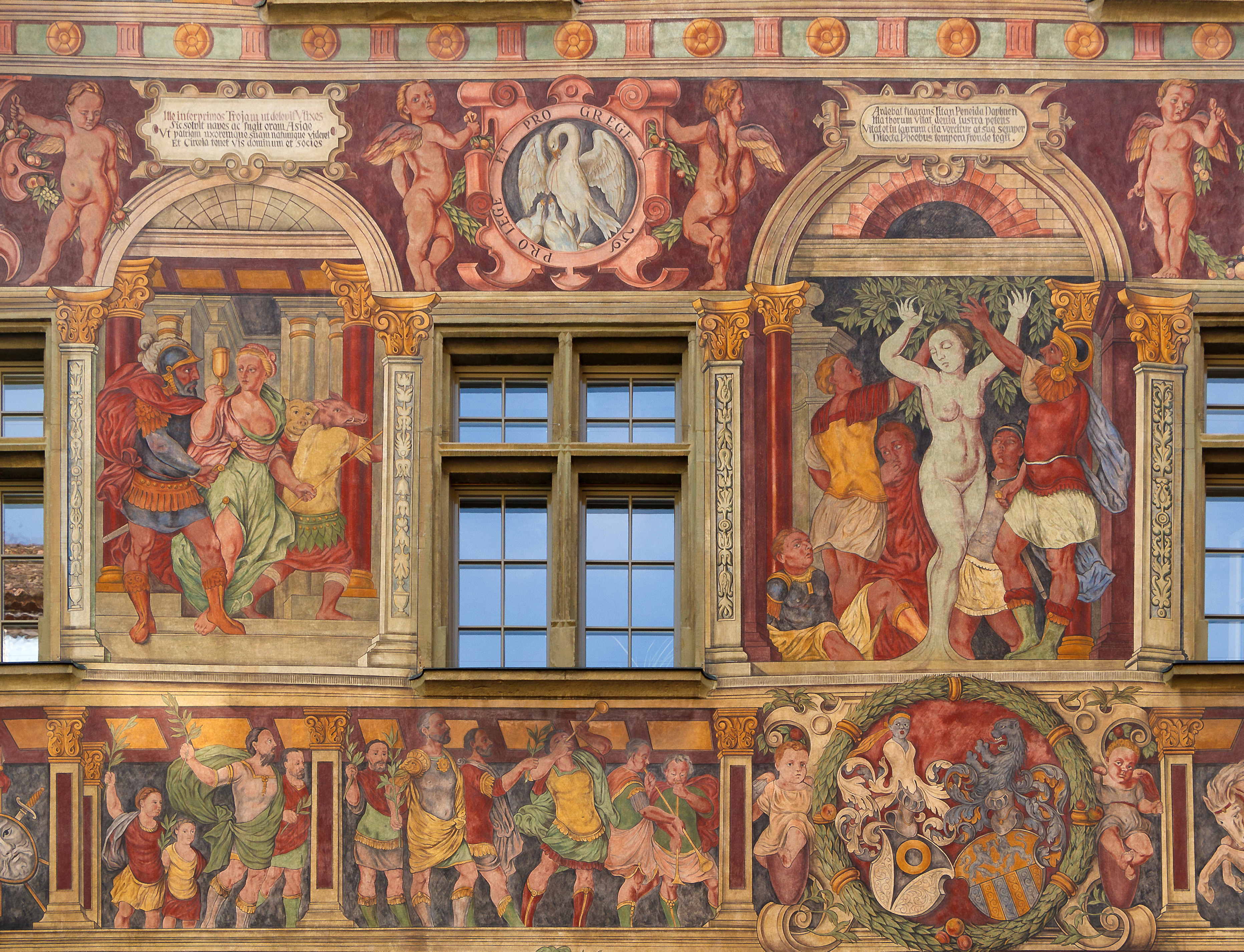
فرسکوهای نمای خارجی خانهٔ شوالیه‌ها

خانهٔ شوالیه‌ها (به آلمانی: Haus zum Ritter) یک خانه واقع در شفوزان است. این خانه به‌دلیل وجود نقوش فرسکو روی نمای خارجی خانه، که توسط توبیاس استیمر طراحی شده، شناخته‌شده است. خانهٔ شوالیه‌ها در سال ۱۴۹۲ میلادی ساخته شد.
نام این خانه، به‌دلیل کاربرد اصلی آن توسط شوالیه‌های گرافن ون والد انتخاب شده و اولین نقاشی‌های فرسکوی آن در بازهٔ ‎۱۵۶۸–۱۵۷۰ کشیده شده‌اند.